# أفرام غلازر
أفرام غلازر (بالإنجليزية: Avram Glazer)‏ هو شخصية أعمال ورائد أعمال أمريكي، ولد في 19 أكتوبر 1960 في روتشستر في الولايات المتحدة.